# ハリ・シング
ハリ・シング（カシミール語: ہَری سِنٛگھ, ヒンディー語: हरि सिंह, Hari Singh, 1895年9月23日 - 1961年4月26日）は、北インド、ジャンムー・カシュミール藩王国の君主（在位：1925年 - 1947年）。

## 生涯
1895年9月23日 、ジャンムー・カシュミール藩王国の王子アマル・シングの息子として、ジャンムーで生まれた。祖父はランビール・シングである。
1925年9月23日、叔父プラタープ・シングが死亡したことにより、藩王位を継承した。
1947年8月15日、インドとパキスタンが分離独立した際、ハリ・シングはどちらかへの帰属を決めかねていた。藩王国は君主をはじめとする支配者層がヒンドゥー教徒であったが、住民の大多数がムスリムであるという問題を抱えていたからであった。
その後、パキスタンが武力介入し、領内に侵攻してきたため、同年10月26日にハリ・シングはインドへの帰属を決定した。同時にインドへ派兵を要請したため、これが引き金となって第一次印パ戦争が勃発した。
1961年4月26日、ハリ・シングはボンベイで死亡した。